# チャールズ・ハワード・ホッジス
チャールズ・ハワード・ホッジス（Charles Howard Hodges、1764年7月23日 - 1837年7月24日 ）は、イギリス生まれの画家、版画家である。1790年代からオランダに住み、肖像画家、版画家、美術教師として働いた。

## 略歴
ポーツマスかロンドンで生まれた。ロンドンで働く版画家、出版業者のジョン・ラファエル・スミス（1751-1812）の弟子であった。1788年にアムステルダムを訪れ、その後2年間、アイルランドのダブリンで働いた後、1892年に家族とデン・ハーグに移り、1794年からはアムステルダムに移った。オランダでは、ドイツの有名な肖像画家、ヨハン・ハインリヒ・アウグスト・ティシュバイン（1750-1812）とも交流があったとされる。
イギリスで学んだ版画技法やティシュバインから学んだとされるパステルによる肖像画の技術で、オランダで有名な肖像画家となり、700点以上の当時の裕福な人物や有力者の肖像画を描いた。版画家や版画出版、美術商としても働いた。アムステルダムの知識人のグループ「Felix Meritis」にも参加した。
ホッジスがオランダで働いた時代は、オランダがフランス革命の後、フランスの支配を経験した時代で、ホッジスはバタヴィア共和国の総督(raadpensionaris)のルトガー・ヤン・スヒンメルペニンク（Rutger Jan Schimmelpenninck）やホラント王国の国王になったルイ・ボナパルト、初代ネーデルラント連合王国の国王となったウィレム1世らの肖像画を描き、ネーデルラント連合王国が成立した1815年に、フランス治世下にオランダの美術館からフランスに持ち去られた美術品の返還を求めるように勧告し、成果をあげた。
1837年にアムステルダムで亡くなった。息子のジェームズ・ニューマン・ホッジス（James Newman Hodges: 1786-1821）や娘のエマ・ジェーン・ホッジス（Emma Jane Hodges :1789-1868）に絵を教えた。ホッジスが絵を教えた画家には Frederik Christiaan BierweilerやWilliam Fleming、Lambertus Johannes Hansen、 Cornelis Kruseman、Joachim Jan Oortman、Petrus Antonius Ravelli、Francesco Tozellらがいる。

## 作品

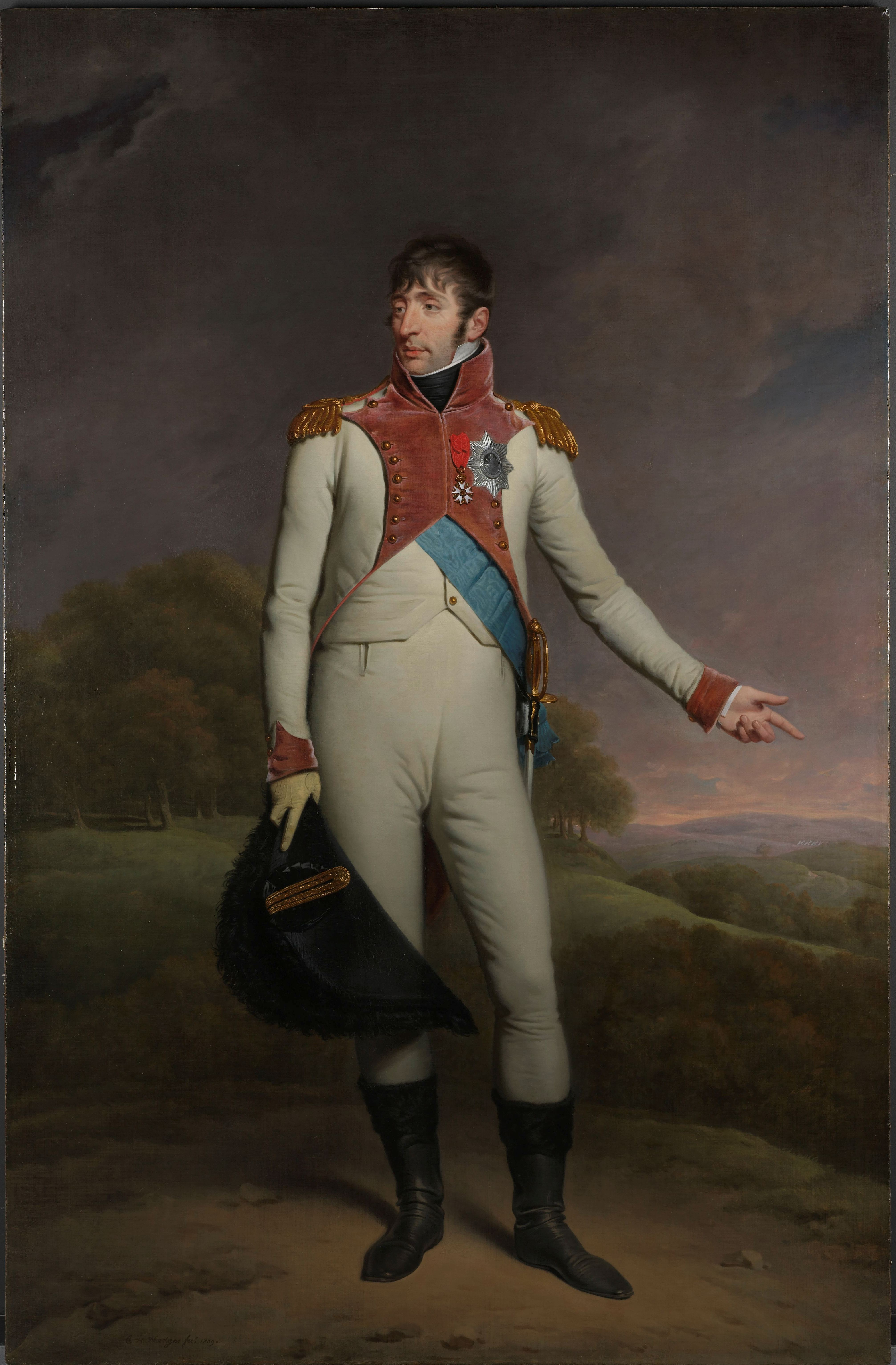
ルイ・ボナパルト (1809) アムステルダム国立美術館
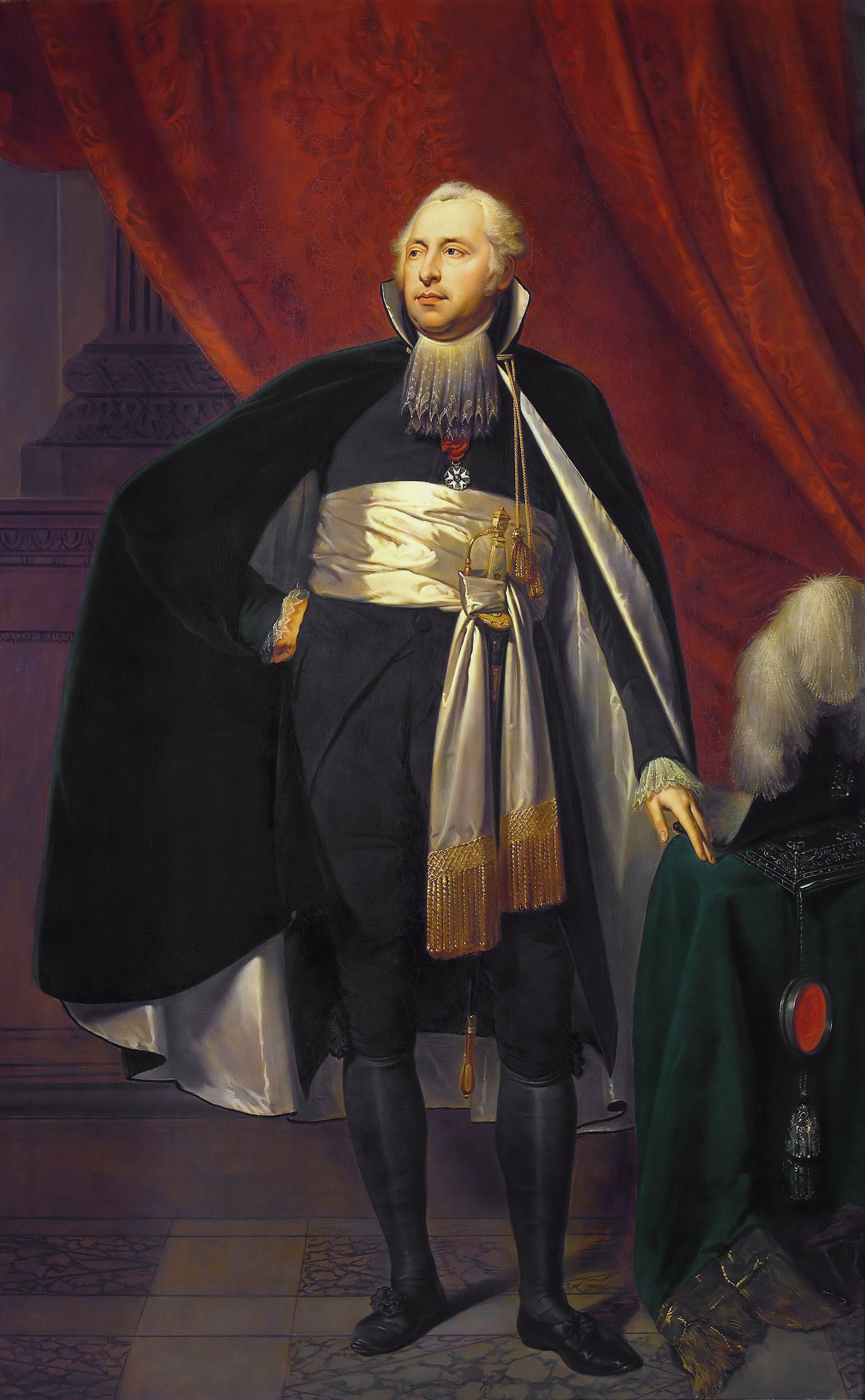
バタヴィア共和国総督、ルトガー・ヤン・スヒンメルペニンク(c.1805) アムステルダム国立美術館
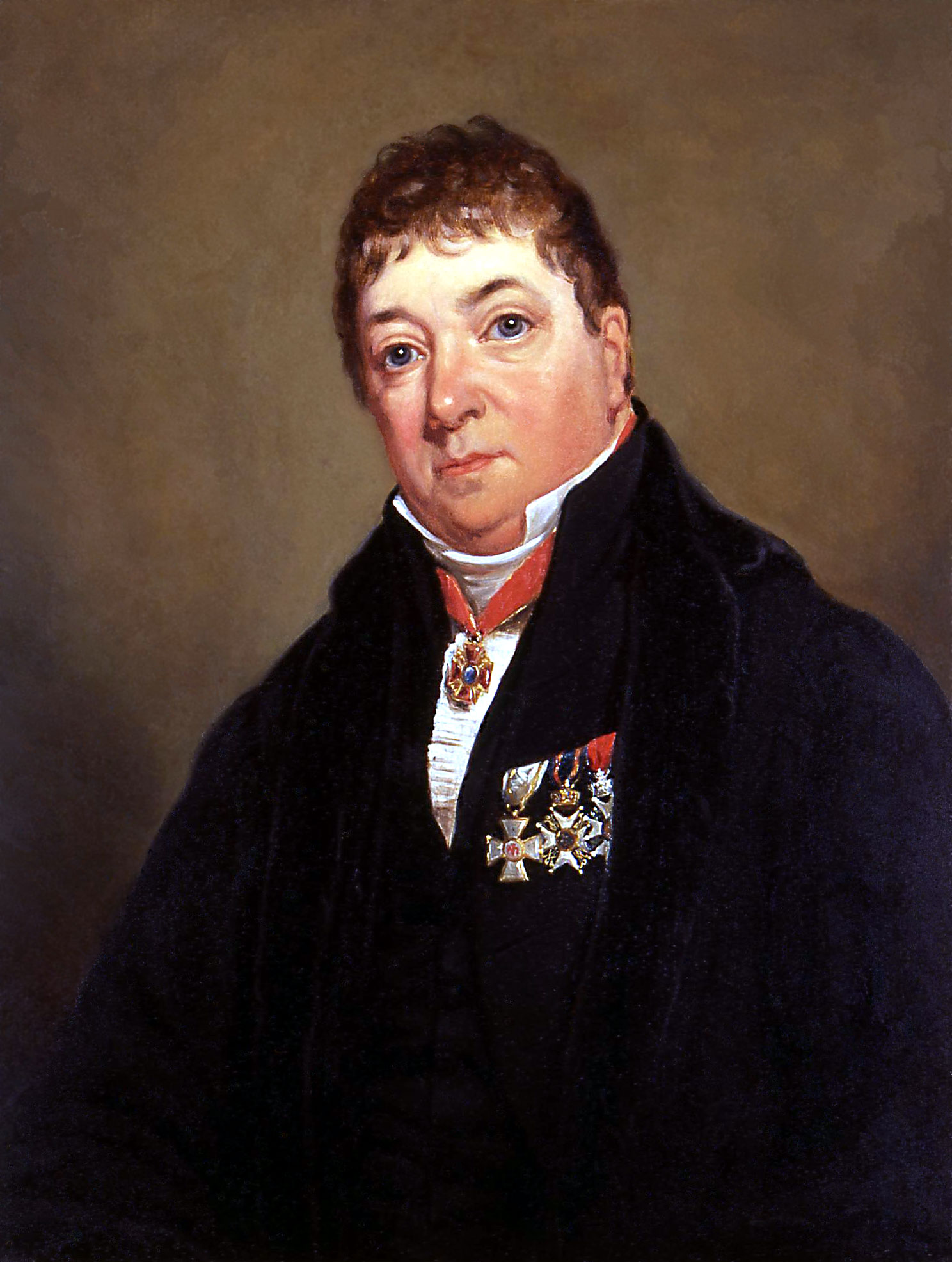
セバールド・ユスティヌス・ブルグマンス(学者)
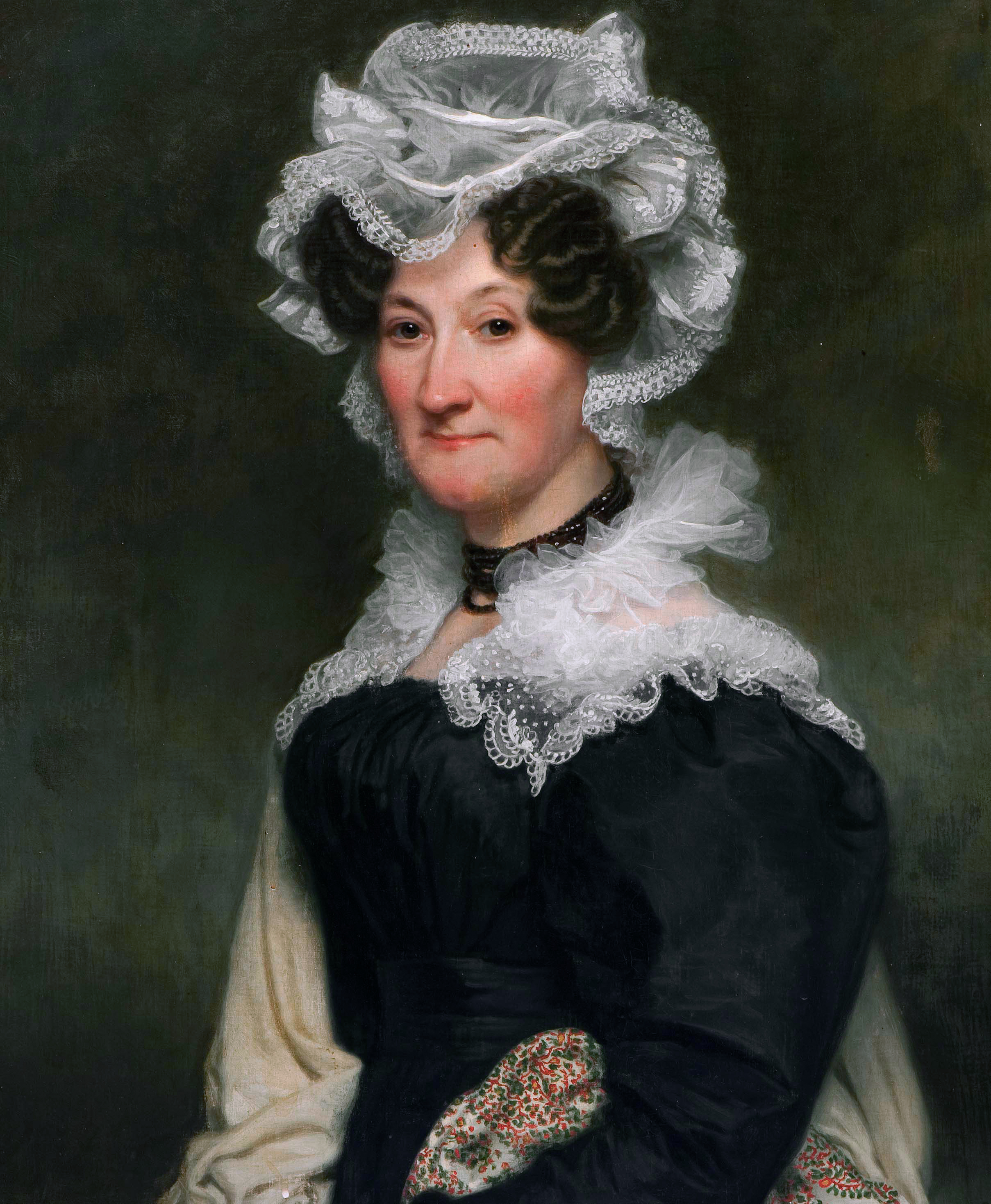
Helena Maria van Beusechem（政治家の妻）(1820/1825)
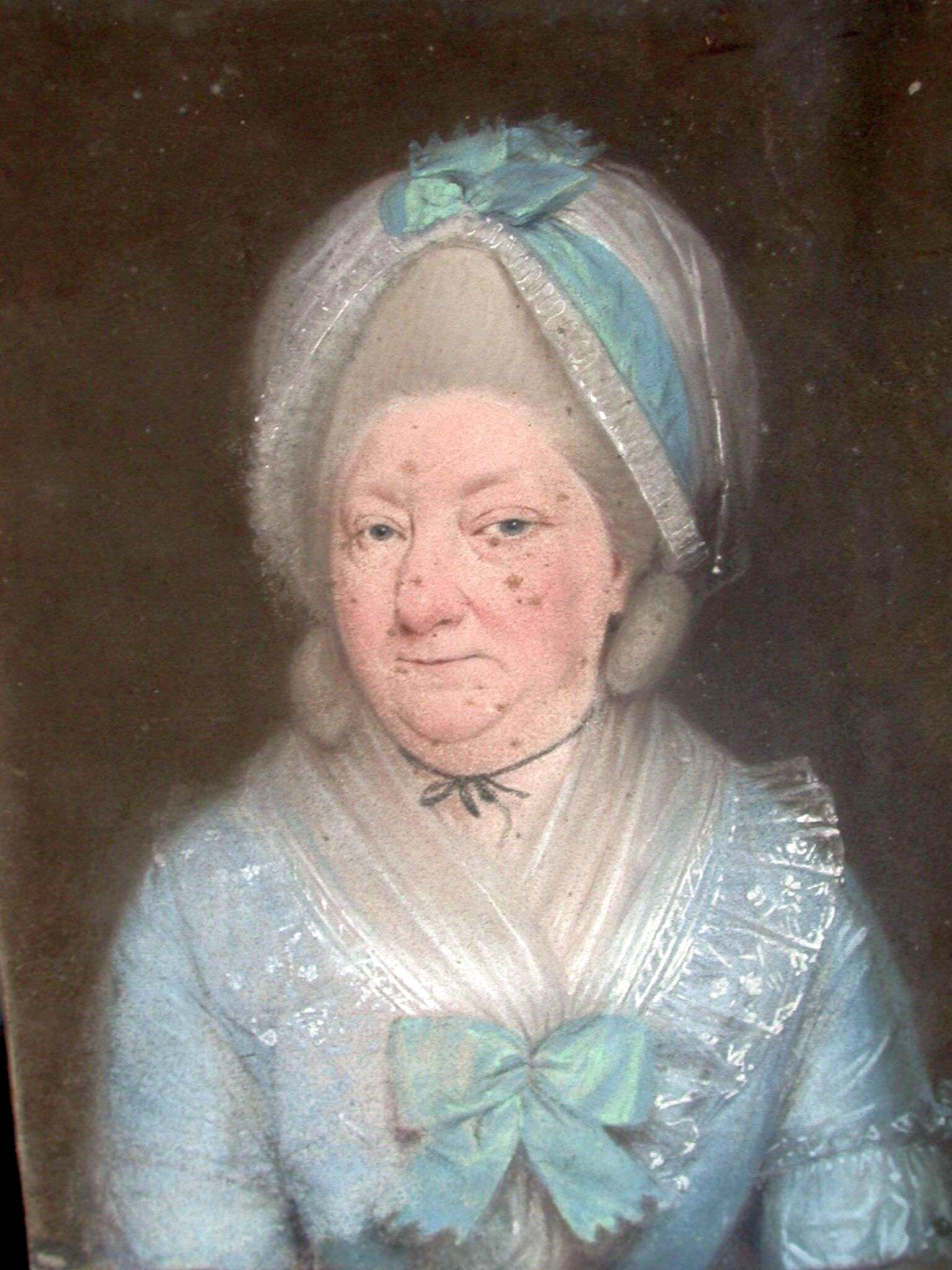
Margaretha Sautijnの肖像画